# Joži
Joži je moško osebno ime.

## Izvor imena
Ime Joži  je različica moškega osebnega imena Jožef.

## Pogostost imena
Po podatkih Statističnega urada Republike Slovenije je bilo na dan 31. decembra 2007 v Sloveniji moških oseb z imenom Joži: 21.